# Laine Drewery
Laine Drewery est un réalisateur, scénariste et producteur canadien né le 8 février 1961 à Calgary (Canada). 
Il a notamment été le réalisateur et scénariste pour la minisérie historique de dix-sept épisodes Le Canada: Une histoire populaire.

## Filmographie

### comme Réalisateur
- 2000 : Treks in a Wild World (série TV)
- 2004 : The Canadian Experience (feuilleton TV)
- 2005 : Blueprint for Disaster (série TV)

### comme Scénariste
- 2004 : The Canadian Experience (feuilleton TV)